# Great Barford
Great Barford è un paese di 1 890 abitanti della contea del Bedfordshire, in Inghilterra.